# Dubočani (Trebinje)
Pour les articles homonymes, voir Dubočani.
Dubočani (en serbe cyrillique : Дубочани) est un village de Bosnie-Herzégovine. Il est situé sur le territoire de la ville de Trebinje et dans la république serbe de Bosnie. Selon les premiers résultats du recensement bosnien de 2013, il compte 21 habitants.

## Géographie
Le village est situé sur la rive occidentale du lac de Bileća, un lac artificiel créé par un barrage sur la Trebišnjica.
Le village est entouré par les localités suivantes :
|              | Skrobotno Panik (municipalité de Bileća) |                                                |
| Gornje Vrbno | Dubočani                                 | Petrovići (municipalité de Nikšić, Monténégro) |
|              | Gornje Vrbno Donje Vrbno                 | Gornje Grančarevo                              |

## Histoire
Dans le village, l'église de l'Ascension est inscrite sur la liste provisoire des monuments nationaux de Bosnie-Herzégovine.

## Démographie

### Évolution historique de la population dans la localité
| 1948 | 1953 | 1961 | 1971 | 1981 | 1991 | 2013 |
| ---- | ---- | ---- | ---- | ---- | ---- | ---- |
| -    | -    | 265  | 209  | 131  | 53   | 21   |

|  |